# 에이전트 카터
《에이전트 카터》(Agent Carter)는 ABC에서 방영된 마블 원 샷츠의 동명의 단편 영화를 바탕으로 하는 미국의 ABC 드라마이다. 헤일리 앳웰이 전작에서 맡았던 역할인 페기 카터로 재출연한다. 마블 시네마틱 유니버스를 공유하고, 마블 텔레비전이 공동 제작하여 2016년 시즌 2까지 방영했으나 동년 5월 12일 방송 채널 ABC에서 시즌 3가 취소되었다. 한국에서는 현재 넷플릭스에서 시즌 2까지 스트리밍 서비스를 제공하고 있다.

## 시놉시스
1946년, 페기 카터는 전략적 과학 보호기구(Strategic Scientific Reserve, SSR)에서의 사무 업무와 하워드 스타크와의 비밀 임무 사이에서 균형을 맞춰야만 하는데....

## 캐스팅과 역할
- 헤일리 앳웰: 페기 카터 분
- 도미닉 쿠퍼: 하워드 스타크 분
- 제임스 다시: 에드윈 자비스 분

## 제작
2013년 9월에 미국의 인터넷 잡지는 마블이 마블 원샷츠 시리즈 중 페기 카터가 출연한 에이전트 카터를 배경으로 한 TV 드라마 시리즈를 구상중이라고 밝혔다. 이 발표에서는 이 프로젝트가 작가들을 찾고 있는 상태라고 밝혔으며, 마블이 구상중인 여러 프로젝트 중에 하나라고 하였다. 퍼스트 어벤져, 캡틴 아메리카: 윈터 솔져 그리고 단편 영화 에이전트 카터에서 페기 카터로 출연했던 헤일리 앳웰 역시도 이 역할로 돌아오는것에 흥미를 보였다. 2014년 1월, ABC 엔터테이먼트 그룹 대표 폴 리(Paul Lee)는 이 프로젝트의 제작에 동의하였으며, 게다가 해일리 앳웰의 참여 역시도 승낙되었다. 그는 덧붙여서 총책임자가 Tara Butters 와 Michele Fazekas가 맡을 것이고, 작가로는 캡틴 아메리카 1편의 작가를 맡았던 Christopher Markus 와 Stephen McFeely 가 맡을 것임을 밝혔다.
2014년 3월 14일 Markus 와 McFeely는 아직 시리즈 상황이 그린라이트가 아님을 알렸다. 헤일리 엣웰은 여전히 페기 카터 역할에 관심이 있는 반면에, 하워드 스타크 역을 맡았던 도미닉 쿠퍼의 참여 여부에 따라, 하워드 스타크를 넣을지 말지 고민중이라고 하였다. 시리즈는 13화로 구상중이며 원샷에 나온 시간대의 중간인 1946년을 배경으로 하였고 페기 카터에 포커스를 맞출것이라 한다. 추가 시즌은 1년뒤이고 상황을 검토한 이후에 방영할 예정이다. 2014년 4월, 파일럿 에피소드를 거쳐서, 방영을 할 오더가 떨어졌으며, 2014년 후반기와 에이전트 오브 쉴드의 새로운 시즌이 나올 경우 그 드라마의 2015년 전반기 부분에 방영을 할 예정이다. 2014년 5월 8일, ABC는 공식적으로 드라마의 런칭을 확정하였으며, 2014년 에이전트 오브 쉴드 시즌1의 피날레와 2015년 새 시즌 프리미어 사이에 방영될 예정이라고 한다. 5월 말에, 앳웰은 인터뷰에서 시리즈가 8편으로 구성되어 있다고 밝혔다. 2015년 1월 6일 에피소드 1,2편을 동시방영하면서 시리즈를 시작하였다. 시즌 프리미어 시청률은 1.9% 시청자수는 686만명이다.